# Leipoxais haematidea
Leipoxais haematidea is een vlinder uit de familie spinners (Lasiocampidae). De wetenschappelijke naam van deze soort is voor het eerst geldig gepubliceerd in 1872 door Snellen.
De soort komt voor in tropisch Afrika.